# Ducesa Amelia de Württemberg
Amelia Therese Louise Wilhelmina Philippine de Württemberg (28 iunie 1799 – 28 noiembrie 1848) a fost Ducesă de Württemberg și ascendenta Prințului Filip, Duce de Edinburgh, a reginei Sofía a Spaniei și a cinci regi ai Greciei. 
A fost fiica Ducelui Louis de Württemberg și a Prințesei Henrietta de Nassau-Weilburg.

## Căsătorie și copii
S-a căsătorit la 24 aprilie 1817 la Kirchheim unter Teck cu Joseph, Duce de Saxa-Altenburg (1789–1868).
Amalie și Joseph au avut șase fiice:
- Alexandrine Marie Wilhelmine Katharine Charlotte Therese Henriette Luise Pauline Elisabeth Friederike Georgine (n. 14 aprilie 1818 - d. 9 ianuarie 1907), căsătorită la 18 februarie 1843 cu regele George al V-lea al Hanovrei
- Pauline Friederike Henriette Auguste (n. 24 noiembrie 1819 - d. 11 ianuarie 1825)
- Henriette Friederike Therese Elisabeth (n. 9 octombrie 1823 - d. 3 aprilie 1915)
- Elisabeth Pauline Alexandrine (n. 26 martie 1826 - d. 2 februarie 1896), căsătorită la 10 februarie 1852 cu Petru al II-lea, Mare Duce de Oldenburg
- Alexandra Friederike Henriette Pauline Marianne Elisabeth (n. 8 iulie 1830 - d. 6 iulie 1911), căsătorită la 11 septembrie 1848 cu Marele Duce Constantin Nicolaevici al Rusiei
- Luise (n. 4 iunie 1832 - d. 29 august 1833)

Amalia a murit la 28 noiembrie 1848, la vârsta de 49 de ani la Altenburg. Soțul ei a decis două zile mai târziu să abdice în favoarea fratelui lui, George, Duce de Saxa-Altenburg. Joseph a murit în 1868 la Altenburg.